# Łaszewo (Mazovie)
Pour les articles homonymes, voir Łaszewo.
Łaszewo (prononciation : [waˈʂɛvɔ]) est un village polonais de la gmina de Siemiątkowo dans le powiat de Żuromin de la voïvodie de Mazovie dans le centre-est de la Pologne.
Il se situe à environ 4 km au sud-est de Siemiątkowo (siège de la gmina), 26 km au sud-est de Żuromin (siège du powiat) et à 96 km au nord-ouest de Varsovie (capitale de la Pologne).

## Histoire
De 1975 à 1998, le village appartenait administrativement à la voïvodie de Ciechanów.